# Joshua Kunitz
Joshua Kunitz (1896-1980) fue un autor estadounidense de origen europeo.

## Biografía
Nacido hacia 1896 en Polonia o Bielorrusia, trabajó para la revista New Masses. Afín al comunismo, fue autor de títulos como Dawn Over Samarkand: The Rebirth of Central Asia (Covici Friede, 1935) y Russia: The Giant That Came Last (Dodd, Mead and Company, 1947), además de editor de Russian Literature since the Revolution (Boni and Gaer, 1948). Falleció el 2 de marzo de 1980 en Rochester.